# Elecciones generales de Dominica de 2000
Elecciones generales tuvieron lugar en Dominica el 31 de enero de 2000 y resultaron en la victoria del Partido Laborista de Dominica dirigido por Rosie Douglas sobre el gobierno anterior del Partido Unido de los Trabajadores dirigido por Edison James, a pesar de que el Partido Unido de los Trabajadores recibió más votos. El Partido Laborista obtuvo 10 escaños, el Partido Unido de los Trabajadores 9 escaños y el Partido de la Libertad de Dominica obtuvo 2 curules. La participación fue del 59.25%. El Partido Laborista de Dominica formó un gobierno en coalición con el Partido de la Libertad de Dominica. La participación fue del 60.2%.

## Campaña
El gobernante Partido Unido de los Trabajadores se concentró en su trayectoria económica mientras que el Partido Laborista de Dominica se concentró en los cargos de corrupción contra el gobierno.

## Resultados
| Partido                               | Votos  | %    | Asientos | +/-   |
| ------------------------------------- | ------ | ---- | -------- | ----- |
| Partido Unido de los Trabajadores     | 15,555 | 43.4 | 9        | -2    |
| Partido Laborista de Dominica         | 15,362 | 42.9 | 10       | +5    |
| Partido de la Libertad de la Dominica | 4,858  | 13.6 | 2        | -3    |
| Independentes                         | 29     | 0.1  | 0        | Nuevo |
| Votos blancos/nulos                   | 460    | -    | -        | -     |
| Total                                 | 36,264 | 100  | 21       | 0     |
| Fuente: Nohlen                        |        |      |          |       |